# Валуйская крепость
Валуйская крепость — основанная в 1599 году крепость на южных рубежах Русского государства, ставшая ядром-основой современного города Валуйки Белгородской области. В конце XVII века стала самым восточным звеном Изюмской черты.

## История
Крепость Валуйка была возведена на левом берегу реки Валуй по указу царя Бориса Годунова. Воеводами, оборонявшими строящуюся крепость, были князь Владимир Кольцов-Мосальский и голова Иван Судаков-Мясной, а за возведение крепости отвечал «городовой мастер» Якуш Долматов. Для строительных работ и заселения города сюда были присланы служилые люди из Новосиля, Дедилова, Оскола и других «украинных городов», артиллерия была привезена из Серпухова и Ливен. К весне 1600 года строительные работы были завершены.
В 1604 году валуйцы приняли сторону Лжедмитрия I, а в 1606 году присоединились к восстанию Болотникова. После пожара Царёва-Борисова в 1612 году большая часть его населения переселилась в Валуйки, где на противоположном от крепости берегу реки возникла Царегородская слобода. В том же году у слияния рек Оскол и Валуй был основан Успенский Николаевский Пристенский монастырь. В результате опустошения Царёва-Борисова Валуйки на долгое время стали самым южным русским форпостом в Диком поле, которому пришлось принять на себя многочисленные удары крымских татар, совершавших регулярные набеги на Русь. Их расположение между Изюмским и Кальмиусским шляхами накладывало на местных воевод задачу оборонительных и разведывательных функций и своевременного оповещения воевод других городов о начинавшихся набегах крымцев. Также в Валуйках нередко происходили встречи и проводы послов и размены пленными.
Ко времени Смоленской войны 1632—1634 годов укрепления Валуек изрядно обветшали, о чём воевода Иван Колтовский докладывал царю. В 1633 году город подвергся нападению 5-тысячного отряда запорожских казаков под началом полтавского полковника Якова Острянина. Благодаря предателю Матюшке, который провёл казаков в обход станиц и сторож, нападение было внезапным и гарнизон из 674 несмотря на неплохое вооружение, не смог защитить крепость. 28 марта казаки ворвались в неё и начался сильный пожар. Попытка Колтовского организовать сопротивление была подорвана тем, что часть гарнизона, выбив ворота, бежала в лес. Сам Колтовский был взят в плен, из которого вернулся лишь после войны. Запорожцам досталась богатая добыча в виде пленных, пушек и стад. Также был разграблен Успенский Николаевский Пристенский монастырь.
Вскоре Валуйская крепость была восстановлена, её гарнизон продолжал отражать многочисленные крымские набеги. В 1647 году почти весь город был уничтожен крупным пожаром. Для быстрого восстановления были присланы люди из Ливен и Царёва-Алексеева. В 1670 году Валуйская крепость была осаждена участниками восстания Разина, однако город не был взят. В 1676 году городские укрепления отремонтировали. В 1680 году Валуйки были включены в новую Изюмскую черту. В 1695—1696 годах Валуйки стали сборным пунктом русской армии перед обоими Азовскими походами. В 1713 году под Валуйки подступали крымские и кубанские татары, но город взять не смогли, ограничившись разорением округи, угнав в плен 1381 человека. В том же году крепость была отремонтирована.
В 1729 году Валуйская крепость была переведена в разряд иррегулярных и снята с ежегодного казённого содержания, что означало, что отныне её ремонт и охрана шли за счёт её обывателей. Во второй трети XVIII века крепость утратила военное значение, а её оборонительные сооружения пришли в негодность. В 1765 году местному коменданту поступил указ от Сената разобрать крепостные башни и ворота. В том же году были расформированы Валуйский и Ливенский ландмилицкие полки. Оставшиеся земляные валы крепости скопали согласно регулярному плану, утверждённому в конце XVIII века. В 1843 году вместо деревянного Владимирского собора был заложен новый кирпичный. Он был разрушен в 1932 году. В настоящее время на территории бывшей крепости находится площадь, где горит Вечный огонь в память о погибших во время Великой Отечественной войны, а также расположен городской сад.

## Описание
Валуйская крепость располагалась на высоком левом берегу реки Валуй в 3 км от её впадения в Оскол. Согласно описи 1626 года, она представляла в плане неправильный треугольник, вытянутой стороной обращённый к реке. Её окружала рубленая стена длиной 500 м с четырьмя глухими угловыми и тремя проездными башнями — Спасской (западной), Никольской (южной) и Троицкой (восточной, выходящей на реку). Из крепости к реке вёл тайник. В крепости находились воеводский двор, соборная церковь, казённый погреб и амбары. В 1626—1630 годах вокруг посада была построена вторая линия обороны — Большой острог. Крепость стала состоять из «города», игравшего роль кремля, и Большого острога, протяжённость стен которого составляла около 1400 м. Вокруг полей, на которых работали люди, были поставлены надолбы.

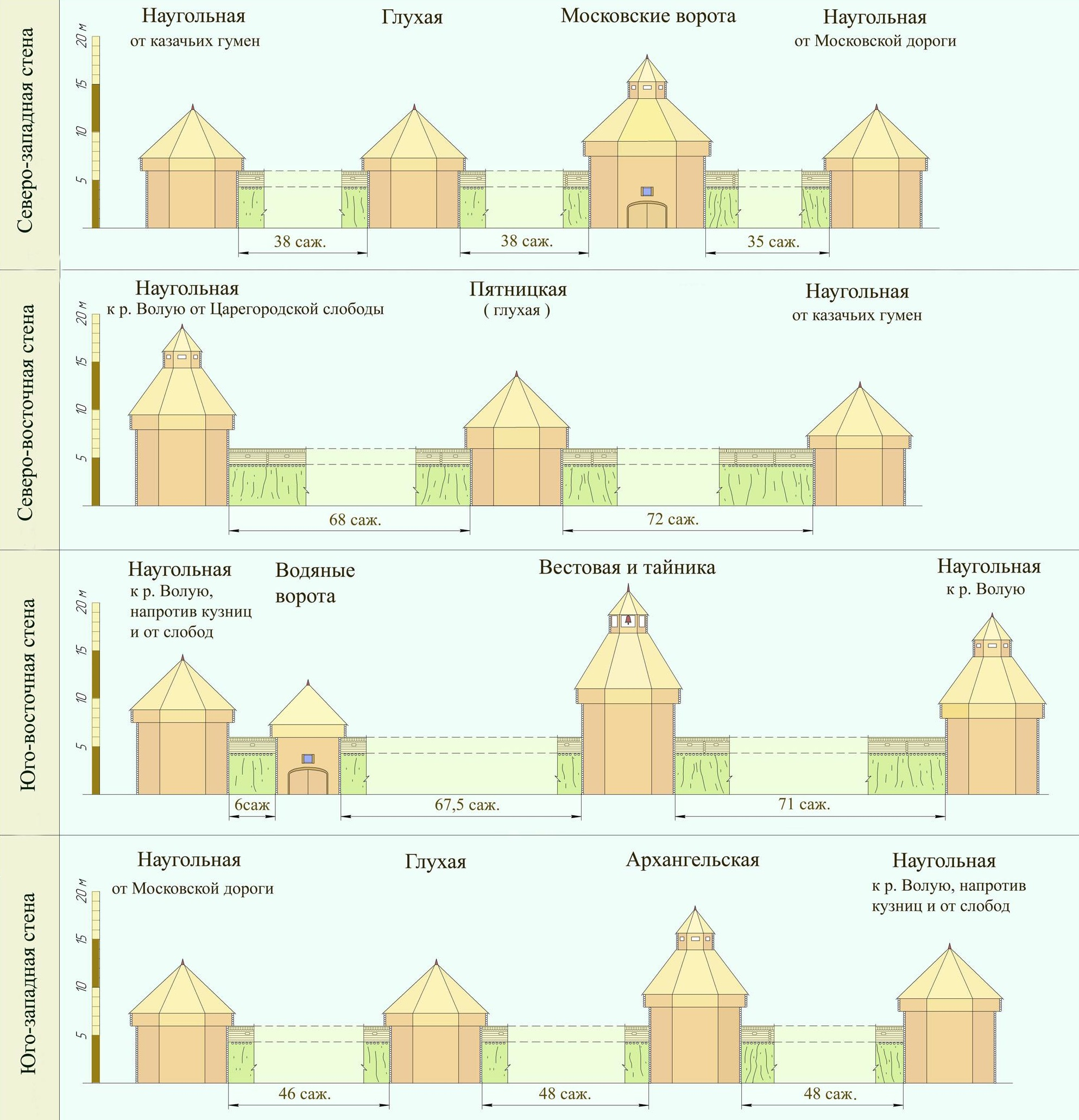
Башни Валуйской крепости в 1647 году

Крепость, построенная после пожара 1647 года, по площади значительно превосходила старую. Градостроитель Иван Олферьев отодвинул её от реки на 150 м, поскольку из-за понижения плато к реке ранее с противопожного берега было видно, что происходит в крепости. Поперечную стену, отделявшую кремль от острога, восстанавливать не стали, объединив территорию крепости. Новая крепость из-за поспешания была завершена за три месяца.
По росписи 1681 года Валуйская крепость образовывала неправильный в плане прямоугольник, торцом обращённый к реке. Крепость окружал земляной вал длиной 1262 м, высотой 5,3 м. С внутренней и наружной сторон вал был обложен дубовыми брёвнами и венчался обламом с катками. На валу стояли 11 башен, две из которых имели проездные ворота — с Московской стороны и от реки. На Московской башне в дозорный вышке висел вестовой колокол. Восемь глухих башен были срублены в шесть стен. Крепость окружал ров шириной 8,5 м и глубиной около 4 м. Тайник к реке был обновлён. Внутри кремля находились две церкви — соборная Владимирской Божией Матери и приходская Никольская, а также воеводский двор, приказная изба, тюрьма, житенный двор, пороховой погреб и прочие постройки. Линия надолб длиной почти 19 км с пятью деревянными башнями, где летом и зимой стояли по 10 конных стрельцов или казаков, окружала пригородные слободы, сельскохозяйственные угодья и ближайшие окрестности крепости.
Согласно плану 1732 года облик Валуйской крепости в результате перестроек значительно изменился. Из 11 башен осталось только шесть — две четырёхугольные проездные и четыре пятигранные наугольные. Перед Московскими воротами был устроен небольшой равелин.